# محمود شکوکو
محمود ابراهیم اسماعیل موسی معروف به محمود شکوکو (عربی: محمود شكوكو؛ ۱ مهٔ ۱۹۱۲ – ۱۲ فوریهٔ ۱۹۸۵) هنرپیشه، تهیه‌کننده اهل مصر بود.